# Nouvelles
Nouvelles är en ort i Belgien. Den ligger i provinsen Hainaut och regionen Vallonien, i den centrala delen av landet, 60 km sydväst om huvudstaden Bryssel. Nouvelles ligger 47 meter över havet och antalet invånare är 334.
Terrängen runt Nouvelles är platt. Runt Nouvelles är det ganska tätbefolkat, med 129 invånare per kvadratkilometer.. Närmaste större samhälle är Mons, 5,0 km norr om Nouvelles. 
Trakten runt Nouvelles består till största delen av jordbruksmark.